# Lying in Wait
Lying in Wait is een Amerikaanse film uit 2000 van regisseur D. Shone Kirkpatrick.

## Verhaal
Babee, een eenzame jonge artiest wordt gefascineerd door zijn nieuwe buren Keith en Vera Miller. Zijn onschuldige wereldje wordt op zijn kop gezet als Keith betrokken raakt bij een levensgevaarlijk ongeluk en hersendood wordt verklaard. Babee voelt zich verantwoordelijk en helpt Vera om voor Keith te zorgen, en wordt daarbij verliefd op haar. Dan komt Babee erachter dat Keith de schijn ophoudt om wraak te nemen op een aantal vrienden die hem in het verleden bedrogen hebben. Hij houdt het geheim voor zich, maar daarna is hij er getuige van dat Keith twee vrienden vermoordt. Zonder dat Babee er iets aan kan doen komt hij steeds dieper in de problemen te zitten.

## Rolbezetting
| Acteur          | Personage    |
| --------------- | ------------ |
| Rutger Hauer    | Keith Miller |
| Virginia Madsen | Vera Miller  |
| Thomas Newton   | Babee Gordon |
| Vanessa Dorman  | El           |
| Ian Buchanan    | George       |
| Shannon Whirry  | Lois         |